# نير كلينجر
نير كلينجر (بالعبرية: ניר קלינגר؛ ولد في 25 مايو 1966) هو لاعب كرة قدم إسرائيلي سابق والمدرب الحالي لنادي هبوعيل حيفا. خلال التسعينات، كان كلينجر هو قائد نادي مكابي تل أبيب ومنتخب إسرائيل لكرة القدم.

## مسيرته الكروية
لعب نير كلينجر خلال مسيرته الاحترافية مع ناديين في أربعة عشر موسمًا وسجل خلالها 64 هدفًا ضمن 370 مباراة. حيث فاز في موسمين بالكأس وفي خمسة مواسم بالدوري.
خاض نير كلينجر مسيرته مع نادي مكابي حيفا في موسم 1984–85 ليلعب معه ستة مواسم، مشاركًا في 136 مباراة سجل خلالها 17 هدفًا. ثم انتقل إلى نادي مكابي تل أبيب في موسم 1990–91 ليلعب معه ثمانية مواسم، حيث شارك في 234 مباراة سجل خلالها 47 هدفًا.

## روابط خارجية
- نير كلينجر على موقع قاعدة بيانات كرة القدم.إي يو (الإنجليزية)
- نير كلينجر على موقع ناشيونال فوتبول تيمز (الإنجليزية)